# Холодов, Рафаил Моисеевич
Рафаил Моисеевич Холодов (настоящая фамилия Цеймах; 1900—1975) — советский театральный актёр и режиссёр.

## Биография
В начале 20-х годов XX века работал в ростовском театре «Театральная мастерская».
Принадлежит к первой плеяде звёзд московского Театра Сатиры.
Военнопленный. В 1945 г., незадолго до окончания войны, находясь в Германии, был разоблачён как еврей, однако благодаря спасительным для него ложным показаниям ряда актёров, в том числе В. Токарской, которая назвала себя его женой, остался жив.
После войны репрессирован. Находился в ссылке в Воркуте, там же, в Воркутинском драматическом театре, им были поставлены спектакли «Русский вопрос» по К. Симонову и «Беспокойное счастье» по Ю. Милютину.
В 1954 году был освобождён и реабилитирован.
Похоронен на Введенском кладбище.

## Творчество
- Свадьба с приданым (комедия, 1950—1952) — Николай Курочкин[5]